# 京畿道 (日本統治時代)

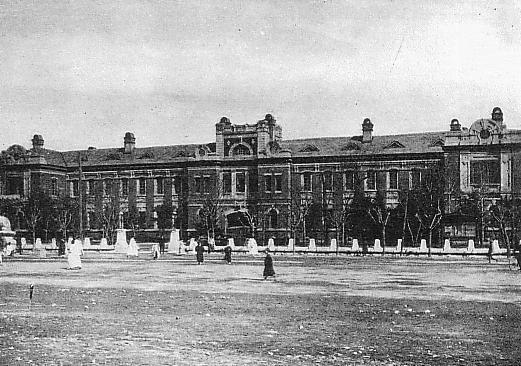
京畿道庁

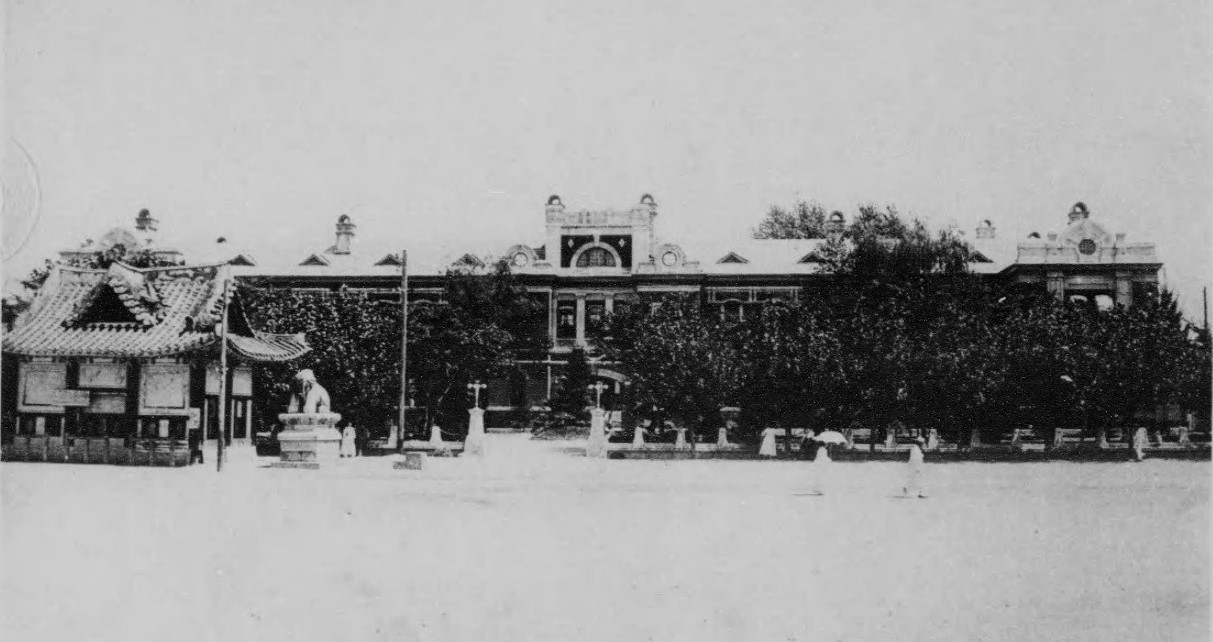
京畿道庁正面全景

京畿道（けいきどう、キョンギド）は、日本統治時代の朝鮮の行政区分で、現在の大韓民国の京畿道、ソウル特別市、仁川広域市の大部分、及び朝鮮民主主義人民共和国（北朝鮮）の開城周辺を合わせた地域にあたる。道庁は京城に置かれた。

## 概要
朝鮮半島中部の黄海側に位置し、首府京城（ソウル）を擁し、内地の関東地方と同じ、行政の中枢としての位置づけであった。北西に黄海道、東に江原道、南に忠清北道・忠清南道と接する。

## 人口
昭和11年現住戸口調査より
- 総人口　2,392,296人
  - 内訳
    - 内地人　153,723人
    - 朝鮮人　2,225,379人
    - その他　13,194人

## 行政区分
昭和20年（1945年）当時

### 府
- 京城府
  - 永登浦区、城東区、鍾路区、西大門区、中区、東大門区、龍山区、麻浦区
- 仁川府
- 開城府

### 郡
- 高陽郡
  - 恩平面、神道面、元堂面、知道面、中面、松浦面、碧蹄面、崇仁面、纛島面、延禧面
- 広州郡
  - 広州面、五浦面、草月面、都尺面、実村面、退村面、南終面、中部面、東部面、西部面、九川面、中垈面、彦州面、大旺面、楽生面、突馬面
- 楊州郡
  - 議政府邑、州内面、桧泉面、伊淡面、隠県面、広積面、白石面、長興面、別内面、榛接面、真乾面、和道面、瓦阜面、渼金面、九里面、蘆海面
- 漣川郡
  - 漣川面、官仁面、中面、朔寧面、西南面、旺澄面、嵋山面、百鶴面、積城面、南面、全谷面、郡南面
- 抱川郡
  - 抱川面、郡内面、内村面、加山面、蘇屹面、新北面、青山面、蒼水面、永中面、永北面、二東面、一東面
- 加平郡
  - 加平面、外西面、上面、下面、北面、雪岳面
- 楊平郡
  - 楊平面、江上面、江下面、楊西面、玉泉面、西宗面、丹月面、青雲面、楊東面、砥堤面、龍門面
- 驪州郡
  - 驪州邑、占東面、加南面、陵西面、興川面、金沙面、介軍面、大神面、北内面、康川面
- 利川郡
  - 利川邑、長湖院邑、新屯面、栢沙面、夫鉢面、戸法面、麻長面、大月面、暮加面、雪星面、栗面
- 龍仁郡
  - 龍仁面、蒲谷面、慕賢面、駒城面、水枝面、器興面、南四面、二東面、古三面、遠三面、外四面、内四面
- 安城郡
  - 安城邑、宝蓋面、金光面、瑞雲面、薇陽面、大徳面、陽城面、孔道面、元谷面、一竹面、二竹面、三竹面
- 平沢郡
  - 平沢邑、松炭面、北面、西炭面、古徳面、栢城面、青北面、浦升面、玄徳面、彭城面
- 水原郡
  - 水原邑、日旺面、半月面、梅松面、峰潭面、飛鳳面、南陽面、麻道面、松山面、西新面、八灘面、長安面、雨汀面、郷南面、楊甘面、正南面、烏山面、東灘面、台章面、安龍面
- 始興郡
  - 東面、西面、新東面、果川面、安養面、南面、秀岩面、君子面
- 富川郡
  - 素砂邑、蘇萊面、吾丁面、桂陽面、永宗面、北島面、龍游面、徳積面、霊興面、大阜面
- 金浦郡
  - 金浦面、黔丹面、高村面、大串面、陽村面、霞城面、陽東面、陽西面、月串面
- 江華郡
  - 江華面、仙源面、仏恩面、吉祥面、下道面、良道面、内可面、河岾面、両寺面、松海面、喬桐面、三山面、西島面
- 坡州郡
  - 臨津面、月籠面、炭峴面、交河面、衙洞面、条里面、広灘面、州内面、泉峴面、坡平面
- 長湍郡
  - 長湍面、郡内面、津東面、長道面、津西面、大南面、江上面、大江面、小南面、長南面
- 開豊郡
  - 土城面、南面、西面、鳳東面、中面、興教面、大聖面、光徳面、嶺南面、北面、青郊面、上道面、臨漢面、嶺北面

## 歴代京畿道知事（道長官を含む）
1919年8月以前は「京畿道長官」。
| 氏名       | 在任期間                       | 備考                    |
| ---------- | ------------------------------ | ----------------------- |
| 檜垣直右   | 1910年10月1日 - 1916年3月28日  | 京畿道長官              |
| 松永武吉   | 1916年3月28日 - 1919年9月26日  | 1919年8月より京畿道知事 |
| 工藤英一   | 1919年9月26日 - 1923年2月24日  |                         |
| 時実秋穂   | 1923年2月24日 - 1926年3月8日   |                         |
| 米田甚太郎 | 1926年3月8日 - 1929年1月21日   |                         |
| 渡辺忍     | 1929年1月21日 - 1931年9月23日  |                         |
| 松本誠     | 1931年9月23日 - 1934年11月5日  |                         |
| 富永文一   | 1934年11月5日 - 1936年5月21日  |                         |
| 安井誠一郎 | 1936年5月21日 - 1936年10月16日 |                         |
| 湯村辰二郎 | 1936年10月16日 - 1937年7月3日  |                         |
| 甘蔗義邦   | 1937年7月3日 - 1940年5月30日   |                         |
| 鈴川寿男   | 1940年5月30日 - 1941年11月19日 |                         |
| 松沢竜雄   | 1941年11月19日 - 1942年4月7日  |                         |
| 丹下郁太郎 | 1942年4月7日 - 1942年6月2日    |                         |
| 高安彦     | 1942年6月2日 - 1943年12月1日   |                         |
| 瀬戸道一   | 1943年12月1日 - 1945年6月16日  |                         |
| 生田清三郎 | 1945年6月16日 -                | 日本統治下最後の知事    |

## 法院（裁判所）
昭和16年（1941年）当時
- 高等法院
- 京城覆審法院
- 京城地方法院
- 京城地方法院開城支庁
- 京城地方法院水原支庁
- 京城地方法院仁川支庁

## 刑務所
昭和16年（1941年）当時
- 京城刑務所
- 西大門刑務所
- 仁川少年刑務所
- 開城少年刑務所

## 警察
昭和2年（1927年）当時
- 京畿道警察部
  - 京城昌徳宮警察署
  - 京城本町警察署
  - 京城鍾路警察署
  - 京城東大門警察署
  - 京城西大門警察署
  - 仁川警察署
  - 開城警察署
  - 龍山警察署
  - 永登浦警察署
  - 金浦警察署
  - 漣川警察署
  - 抱川警察署
  - 坡州警察署
  - 長湍警察署
  - 江華警察署
  - 楊州警察署
  - 楊平警察署
  - 加平警察署
  - 広州警察署
  - 驪州警察署
  - 利川警察署
  - 龍仁警察署
  - 安城警察署
  - 平沢警察署

### 憲兵警察制度下における憲兵部隊
大正4年（1915年）当時
- 京城憲兵隊
  - 京城第一憲兵分隊
  - 京城第二憲兵分隊
  - 龍山憲兵分隊
  - 龍仁憲兵分隊
  - 驪州憲兵分隊
  - 楊州憲兵分隊
  - 開城憲兵分隊

## 税務
昭和16年（1941年）当時

### 税務署
- 京城税務署
- 仁川税務署
- 開城税務署

### 税関
- 仁川税関
- 仁川税関京城税関支署

## 林政
昭和16年（1941年）当時
- 京城営林署

## 専売局
昭和16年（1941年）当時
- 京城地方専売局

## 気象
昭和17年（1942年）当時
- 朝鮮総督府気象台
- 朝鮮総督府気象台京城出張所

## 医療
昭和16年（1941年）当時
- 京城帝国大学医学部附属医院
- 京城医学専門学校附属医院
- 龍山鉄道医院

## 教育

### 高等教育機関
- （旧外地の高等教育機関参照）
- 官公立（戦後、すべてソウル大学校に統合された｡）
  - 京城帝国大学
  - 京城医学専門学校
  - 京城法学専門学校
  - 京城歯科医学専門学校
  - 京城工業専門学校（旧京城高等工業学校）
  - 京城鉱山専門学校
  - 水原農林専門学校（旧水原高等農林学校）
  - 京城経済専門学校（旧京城高等商業学校）
  - 京城師範学校
  - 京城女子師範学校
  - 京城薬学専門学校
- 私立
  - 普成専門学校→京城拓殖経済専門学校→大韓民国の高麗大学校
  - 延禧専門学校→京城工業経営専門学校→大韓民国の延世大学校
  - セブランス連合医科専門学校→旭医学専門学校→大韓民国の延世大学校医科大学
  - 梨花女子専門学校→京城女子専門学校→大韓民国の梨花女子大学校
  - 明倫専門学校（李朝時代の官学成均館）→大韓民国の成均館大学校
  - 中央仏教専門学校→恵化専門学校（1944年廃止）→大韓民国の東国大学校
  - 淑明女子専門学校→大韓民国の淑明女子大学校
  - 中央女子専門学校→大韓民国の中央大学校

### 中等教育学校
- 旧制中等教育学校の一覧 (日本統治時代の朝鮮)#京畿道

## 日本軍駐屯地
昭和11年（1936年）の平時編制　
- 朝鮮軍司令部（京城府龍山）
- 朝鮮憲兵隊司令部（京城府龍山）
- 歩兵第78連隊（京城府龍山）
- 歩兵第40旅団（京城府龍山）
- 歩兵第79連隊（京城府龍山）
- 騎兵第28連隊（京城府龍山）
- 野砲兵第26連隊（京城府龍山）
- 工兵第20連隊（京城府龍山）

## 鉄道
昭和20年（1945年）の路線

### 総督府鉄道
- 京釜線
- 京仁線
- 京義線
- 京元線
- 京慶線
- 龍山線
- 土海線

### 私鉄
- 京春鉄道
- 朝鮮鉄道京東線（後の水驪線、水仁線）
- 朝鮮京南鉄道京畿線

## 道路
昭和2年（1927年）当時

### 一等道路
- 京城釜山線
- 京城木浦線
- 京城仁川線
- 京城義州線
- 京城元山線

### 二等道路
- 議政府平壌線
- 京城五里津線
- 京城海州線
- 京城江陵線

## 港湾
昭和6年（1931年）当時

### 開港
- 仁川港

### 地方港
- 麻浦港
- 喬桐港

## 鉱山
- 稷山金鉱

## 神社
- 朝鮮神宮
- 京城神社
- 仁川神社
- 京城護国神社
- 開城神社
- 水原神社
- 加藤神社

## 企業
道内に本社を有する資本金50万円以上の企業である（昭和15年・1940年当時）

### 農林水産業
- 朝鮮農業
- 不二興業
- 東栄興業
- 東亜蚕糸
- 朝鮮開拓
- 朝鮮産業
- 日鮮産金
- 陽東殖産
- 共同鉱業
- 朝鮮農業改良
- 林田朝鮮農事改良
- 大同林業
- 朝鮮開拓製糖
- 成業社
- 吉村農林部
- 東邦殖産
- 大同興業
- 桂成
- 鮮満拓殖
- 済州島興業
- 朝鮮林業開発
- 朝鮮畜産
- 城山農業
- 朝鮮魚糧
- 朝鮮水産開発

### 鉱業
- 明陽鉱業
- 利原鉄山
- 日曹朝鮮鉱業
- 日本産鉱
- 朝鮮無煙炭
- 甲岩鉱山
- 三成鉱業
- 明治産業
- 義州鉱山
- 日窒鉱山開発
- 朝鮮合同炭鉱
- 宝光鉱業
- 朝鮮砂金鉱業
- 東拓鉱業
- 小林鉱業
- 金坪鉱山
- 大昌産業
- 東邦鉱業
- 朝鮮製煙
- 日本産宝金山
- 朝鮮石油
- 日本マグネサイト化学
- 南陽鉱山
- 鳳鉱業
- 鶴成鉱業
- 合成鉱業
- 三陟開発
- 親和鉱業
- 八州鉱業
- 三和鉱山
- 東洋炭業
- 朝鮮鉱業経営
- 会文炭鉱
- 菊根鉱山
- 日鮮鉱業
- 朝鮮鉱業
- 中川鉱業
- 石豊鉱山
- 大同鉱業
- 輔仁鉱業
- 瑞安鉱業
- 広長金山
- 恵山鉱業
- 朝鮮亜鉛
- 金海鉄山
- 若林鉱業
- 高千穂採炭
- 南鮮鉱業
- 金剛特種鉱山
- 天安産金興業
- 朝陽鉱業
- 錦城鉱業
- 三国鉱業
- 全泰鉱業
- 昭陽鉱業
- 朝鮮特種鉱業
- 鯨水鉱山
- 鶴山鉱業
- 興亜鉱業
- 朝鮮黒鉛
- 旭産金鉱業
- 朝鮮マグネサイト開発
- 朝鮮金山開発
- 朝鮮マグネサイト開発
- 淳昌ドレッジ鉱業
- 朝鮮雲母開発販売
- 朝鮮有煙炭
- 稲葉鉱業
- 雲松鉱業
- 若山ニッケル鉱炭
- 重鼎鉱山
- 朝鮮産業
- 玉渓金山
- 三国商会
- 朝鮮産業
- 興亜産金
- 朝鮮鉱業

### 建設業
- 北陸組
- 半島興産
- 津田組
- 荒井組
- 三宅組
- 壱岐工業
- 柴田組
- 日満土木
- 京仁企業

### 製造業
- 朝鮮皮革
- 朝鮮燐寸
- 南北棉業
- 京城紡織
- 朝鮮産業貿易
- 朝日石鹸
- 豊岡製粉
- 大陸護謨工業
- 龍山工作
- 朝鮮計器
- 東洋製糸
- 朝鮮織物
- 朝鮮油脂
- 泰昌織物
- 咸鏡木材
- 朝鮮煉炭
- 日本高周波重工業
- 太陽製油
- 朝鮮紡織
- 朝鮮製氷
- 朝鮮木材工業
- 朝鮮製粉
- 京城コルク工業
- 朝鮮火薬製造
- 協同油脂
- 朝鮮機械製作所
- 朝鮮製鋼所
- 弘中商工
- 天一製薬
- 朝鮮鏧岩機工作所
- 朝鮮化学工業
- 朝鮮化学肥料
- 協同油脂
- 日本精工
- 東亜合同木材
- 東洋燃料
- 中外製作所
- 朝鮮工作
- 朝鮮中央電機製作所
- 朝鮮タンニン工業
- 朝鮮鋼業
- 国産自動車
- 朝鮮理研護謨調帯
- 京城化学工業
- 朝鮮化工
- 日本木材工業
- 第二日本硝子
- 朝鮮鋳造
- 西鮮化学
- 日本炭素工業
- 漢城鉄工所
- 朝鮮農機具製造
- 再生工業
- 朝日醸造
- 朝鮮麦酒
- 昭和麒麟麦酒
- 嶋屋醸造
- 京仁合同飲料
- 朝鮮精米
- 朝鮮書籍印刷

### 電気業
- 京城電気
- 南鮮合同電気
- 長津江水電
- 朝鮮送電
- 朝鮮電力
- 朝鮮鴨緑江水力発電
- 漢江水力電気

### 運輸業
- 朝鮮鉄道
- 朝鮮京東鉄道
- 京城軌道
- 三陟鉄道
- 京春鉄道
- 北鮮拓殖鉄道
- 朝鮮郵船
- 朝鮮運送
- 朝鮮米穀倉庫
- 朝日組
- 朝鉄自動車
- 京忠バス
- 朝鮮商船
- 京仁商船
- 京城住宅
- 興亜海運
- 朝鮮協同海運
- 京城自動車

### 卸売小売業
- 大昌貿易
- 東洋物産
- 石崎商店
- 丁子屋百貨店
- 朝鮮火薬銃砲
- 横山商店
- 朝鮮官塩販売
- 三中井百貨店
- 伊藤商行
- 力武物産
- 新井薬房
- 森永製品朝鮮販売
- 興和産業
- 京城徳力
- 和信
- 大昌社
- 日満物産
- 大東商事
- 神崎神聖堂薬品直輸入
- 三国商会
- 京畿産業
- 朝日商事
- 親和木材
- 広沢商会
- 吉川商店
- 広昌商会
- 橋口金物店
- 寿南商会
- 内鮮石油
- 和信連鎖店
- 朝鮮中央米油
- 裕豊商会
- 柳韓洋行
- 天香園
- 鮮満網緞
- 京城食料品
- 開城蔘業
- 辻本商店
- ヒカリモータース
- 睦羅紗店
- 高居商店
- 大栄商会
- 京城トヨタ自動車販売
- 高福商店
- 朝鮮原皮販売
- 京城中央青果
- 和信貿易
- 朝鮮製材販売
- 大興貿易
- 朝鮮製革販売
- 野呂克商事
- 東亜交通機材
- 朝鮮産金買入
- 新田商事
- 朝鮮商事
- 山岸天佑堂

### 金融業
- 朝鮮銀行
- 朝鮮殖産銀行
- 朝鮮商業銀行
- 漢城銀行
- 東一銀行
- 朝鮮生命保険
- 朝鮮火災海上保険
- 広蔵
- 京城倉庫金融
- 朝鮮企業金融
- 東亜興業
- 京城共同
- 京城興産
- 大昌興業
- 朝鮮証券金融
- 朝鮮信託
- 大光興業
- 朝鮮実業
- 永和産業
- 朝鮮中央無尽
- 朝鮮取引所
- 大原証券
- 東亜証券
- 第一証券
- 安東証券
- 朝取代行
- 朝鮮米穀市場

### 不動産業
- 朝鮮都市経営
- 親和土地建物
- 朝鮮企業
- 松嶋遊園
- 朝鮮ビルディング
- 富士ビルヂング
- 朝鮮建物
- 日本海上ビルディング
- 朝鮮工営

### サービス業
- 朝鮮映画

## マスメディア

### ラジオ放送局
昭和20年（1945年）8月当時
- 朝鮮放送協会京城中央放送局（呼出符号：JODK）
- 朝鮮放送協会開城補助放送所

### 日本語新聞
昭和16年（1941年）当時
- 京城日報
- 中鮮新報
- 朝鮮新聞（英語版）
- 京城新聞

## 出身有名人
この時代に生まれ育つか、または活躍した者を掲載
- 金斗漢（侠客・後の大韓民国国会議員）
- 李奉昌（独立運動家）
- 崔承喜（舞踊家）
- 洪思翊（平民の朝鮮人で唯一の帝国陸軍中将）
- 白南淳（北朝鮮の政治家）
- 朴世永（詩人）
- 安在鴻（ジャーナリスト）
- 崔南善（学者・文学者）
- 李能和（学者）
- 呂運亨（独立運動家）